# Anarchia albanese del 1997
Con anarchia albanese del 1997 si intende la situazione sociale e politica dell'Albania durante un periodo di anarchia, criminalità e caos che accompagnarono il paese durante alcuni mesi nel 1997.

## Il contesto storico
Dopo la caduta del comunismo, lo Stato si ritrovò all'inizio degli anni '90 in una situazione molto difficile, quando venne alla luce l'arretratezza economica che il precedente regime aveva lasciato dietro di sé. La transizione ebbe un forte peso sulla vita sociale, non solo a causa del passaggio da un'economia di stampo comunista applicata secondo una forma assai rigorosa di marxismo, ma anche a causa dell'isolamento dal resto dell'Europa. Non a caso, in quegli anni, molti albanesi, soprattutto giovani, emigrarono, cercando all'estero condizioni economiche migliori. Nel paese, intanto, si diffondeva la delinquenza, con vari primati negativi in materia di crimine organizzato, spesso collegato ad altri gruppi dei Balcani. A questi fatti si aggiungeva anche il triste record di paese più povero dell'Europa.
Il governo democratico albanese intraprese molte riforme sul piano economico, subito dopo il crollo del PIL di oltre il 50% del 1992. Tra le varie imprese finanziarie, si erano formate anche "imprese piramidali", le quali funzionavano come banche, ma promettevano ai clienti un tasso di interesse molto alto, attuando la strategia dello schema Ponzi. Questo fece sì che numerosi albanesi approfittassero di quei rendimenti promessi per investire denaro. Anche se un numero, seppur molto limitato, di loro si vide restituire una cifra molto superiore a quella depositata (fatto di proposito per fini di propaganda e marketing), nel gennaio del 1997 la maggior parte di queste imprese fallirono. Un terzo delle famiglie totali persero i loro risparmi. Questo causò molte proteste popolari a Tirana e in tutte le città meridionali del paese. Diverse persone indirizzarono le loro richieste al governo, il quale (prima del crollo) aveva rassicurato sulla legittimità di tali imprese. Il governo, però, non si assunse alcuna responsabilità, visto che la frode era opera di investitori privati.

## I disordini e lo "stato di emergenza"
I disordini cominciarono con le rivolte di gennaio e febbraio, durante le quali le dure repressioni della polizia si alternavano alle feroci reazioni della popolazione nelle piazze. Ai primi di marzo, nell'Albania meridionale, e soprattutto nella città di Valona, le proteste diventarono violente quando molti civili aprirono i depositi di armi, prelevandone una grande quantità. La polizia di stato non fu più in grado di arginare la ribellione e così il Presidente della Repubblica, Sali Berisha, dichiarò lo stato d'emergenza.
I ribelli avanzarono distruggendo edifici governativi e uffici di polizia, senza però avere uno scontro armato diretto con forze dell'ordine o con militari albanesi. Già il 4 di marzo i ribelli avevano conquistato quattro città del Sud, senza incontrare una forte resistenza e, anzi, con l'appoggio della popolazione. Da lì giunsero infine a Tirana, la capitale. Solo una modesta parte del territorio albanese era ancora sotto il controllo dello Stato. Nelle zone settentrionali del paese si creò una situazione di anarchia, mentre nel meridione e nelle zone centrali (soprattutto Tirana, Durazzo, Valona, Elbasan, Lushnjë), il territorio era caduto nelle mani di diverse bande armate. A complicare la situazione intervenne anche la lotta tra i diversi gruppi di trafficanti, i cui scontri armati finivano con decine di vittime fra i civili. I depositi di armi erano stati saccheggiati in tutta l'Albania e la maggior parte degli albanesi era munito di un fucile, quando non di armi pesanti, ormai di facile reperibilità. In questo quadro riprese l'emigrazione verso l'Italia, contrastata dalla Marina Militare Italiana con azioni che portarono al tragico naufragio della Katër i Radës.
I paesi esteri organizzarono operazioni militari per rimpatriare dall'Albania i propri concittadini. Nel mese d'aprile, anche su richiesta dei politici albanesi, l'ONU autorizzò l'invio in Albania di 7 000 soldati italiani nell'ambito dell'Operazione Alba, per ristabilire l'ordine nel paese.

## Le elezioni del 1997 e la fine
Per disarmare gli albanesi ci volle molto tempo e con un risultato parziale: più di tre milioni di fucili e armi da combattimento non furono mai consegnate, ma vendute nei paesi europei o mandate in Kosovo.
Alla fine dell'anno si svolsero le elezioni democratiche, precedute da un "Accordo di garanzia" tra le forze politiche, concluso grazie alla mediazione della Comunità di Sant'Egidio, nel quale esse si impegnavano a rispettare il risultato che sarebbe scaturito dalle urne.
Il governo diretto da Aleksandër Meksi perse il potere, lasciando il posto al Partito Socialista d'Albania, che vinse le elezioni con una grande maggioranza. Il processo di transizione riprese, con passaggi storici, come la nuova Costituzione della Repubblica di Albania nel novembre del 1998.

## Le vittime
Durante il periodo di anarchia persero la vita circa 6.000 persone, in media 30 al giorno, che rendono la guerra civile Albanese la guerra con più vittime in Europa in così poco tempo, e una delle più crudeli in tutto il mondo. Le perdite si trattarono soprattutto di giovani ragazzi facenti parte dei gruppi criminali, ma anche di persone comuni, tra le quali donne e soprattutto bambini, uccisi in modo accidentale da esplosioni e dall'uso inesperto delle armi. Secondo il quotidiano tedesco Der sonntag e diverse riviste e quotidiani europei tra cui il noto The Sun, il numero delle vittime sarebbe stato molto più elevato: circa 10.000 omicidi, accusando la stampa Albanese e il governo di aver nascosto il quanto.